# Kornblumenblau
Kornblumenblau è un film del 1989 diretto da Leszek Wosiewicz.